# Катастрофа Ту-154 під Учкудуком
Катастрофа Ту-154 під Учкудуком — велика авіаційна катастрофа, що сталася 10 липня 1985 року. Авіалайнер Ту-154Б-2 авіакомпанії «Аерофлот» виконував регулярний рейс SU-5143 за маршрутом Карші — Уфа — Ленінград, але через 46 хвилин після зльоту, набравши висоту 11 600 метрів, втратив швидкість, впав у плоский штопор і звалився на землю поблизу Кокпатас за 68 кілометрів на північний схід від Учкудука. Загинули всі 200 осіб, що знаходилися на його борту, — 191 пасажир і 9 членів екіпажу.
Ця катастрофа залишається найбільшою за кількістю загиблих в історії радянської та узбецької авіацій, літака Ту-154 та авіакомпанії «Аерофлот». На 2022 рік це найбільша авіакатастрофа в історії Центральної Азії.

## Літак
Ту-154Б-2 (реєстраційний номер СРСР-85311, заводський 78A311, серійний 0311) було випущено Куйбишевським авіаційним заводом (КуАПО) 30 листопада 1978 року. 2 січня 1979 був переданий МДА СРСР (працювало під брендом авіакомпанії «Аерофлот»), яке направило його в Ташкентський ВАТ Узбецького УГА. Оснащений трьома турбовентиляторними двигунами НК-8-2У виробництва КМПО. На день катастрофи здійснив 5660 циклів «зліт-посадка» і налітав 12443 години.

## Екіпаж
Літаком керував екіпаж з 219-го льотного загону (Ташкентський об'єднаний авіазагін), його склад був таким:
- Командир повітряного судна (КВС) — 48-річний Олег Павлович Бєлісов. Пілот 1-го класу, керував літаками Іл-28, Ан-2 та Іл-18. Налітав 12283 години, 3390 з них на Ту-154.
- Другий пілот — 48-річний Анатолій Тимофійович Позюмський. Пілот 2-го класу. Налітав 12323 години, 1629 з них на Ту-154.
- Штурман — 41-річний Гаррі Миколайович Аргєєв. Налітав 7380 годин, 1137 із них на Ту-154.
- Бортінженер — 32-річний Абдувахіт Султанович Мансуров. Налітав 1346 годин, усі на Ту-154.

У салоні літака працювали 5 бортпровідників.

## Катастрофа
Ту-154Б-2 борт СРСР-85311 виконував пасажирський рейс SU-5143 за маршрутом Карші — Ленінград з проміжною посадкою в Уфі. На його борту знаходилися 9 членів екіпажу, 139 дорослих пасажирів та 52 дитини різного віку. Злітна маса літака становила 92,2 тонни, центрування 26,1 % САХ, що відповідало встановленим межам відповідно до вимог «Посібника з льотної експлуатації літака Ту-154» (ПЛЕ).
При вильоті з Карші вночі близько 23:00 MSK (із затримкою більш ніж на 4 години від розкладу) температура зовнішнього повітря в аеропорту Карші становила 33 °С. Набір висоти виконувався з максимальною скоропідйомністю, передбаченої ПЛЕ.
Екіпаж набрав висоту 11 600 метрів на швидкості близько 400 км/год на межі спрацьовування АКАСП (який був вперше відключений екіпажем під час спрацьовування). Надалі з невстановлених причин сталося припинення спрацьовування АКАСП внаслідок знеструмлення. Політ проходив у зоні струменевої течії з польотною масою 86,5 тонн, температура зовнішнього повітря на висоті заданого ешелону була на 16,5 °С вище стандартної. У горизонтальному польоті на автопілоті літак увійшов до режиму критичних кутів атаки. Через зрив потоку, що насувається, виникла тряска, яку один із членів екіпажу (швидше за все, бортінженер) прийняв за помпаж, і з метою його припинення двічі переводив двигуни на малий газ.
Замість віддачі штурвала «від себе» для розгону та збільшення швидкості КВС продовжував утримувати висоту ешелону. Літак неодноразово виходив на великі кути атаки, в результаті швидкість лайнера впала до 290 км/год і через 77 секунд після початку аварійної ситуації він втратив керування та увійшов у плоский штопор. У процесі падіння внаслідок помпажу відбулося самовідключення всіх трьох двигунів.
Рейс SU-5143 падав 153 секунди (2 хвилини і 33 секунди) і о 23:46 MSK звалився на землю в пустелі Кизилкум поблизу аула Кокпатас за 68 кілометрів на північний схід від міста Учкудука. При ударі об землю літак практично не мав горизонтальної поступальної швидкості. Усі 200 людей на його борту загинули.

## Розслідування

### Офіційний висновок
Згідно з остаточним звітом розслідування, причиною катастрофи рейсу SU-5143 стало звалювання літака в плоский штопор у польоті на висоті практичної стелі з великою польотною масою при впливі високої нестандартної температури зовнішнього повітря, малого запасу кута атаки та тяги двигунів. Крім того, екіпаж допустив низку відхилень від вимог РЛЕ, втратив швидкість і не впорався з пілотуванням літака.
Також було виявлено, що за поданням ОКБ Туполєва та Державним науково-дослідним інститутом цивільної авіації політну масу Ту-154 збільшили з 70 тонн на висоті 12 500 метрів до 86,5 тонн для ешелону 12 100 метрів без урахування відхилень температур зовнішнього повітря від стандартних.

### Неофіційні версії
Широко поширена версія про те, що перед вильотом було порушено режим відпочинку екіпажу, внаслідок чого загальний час неспання пілотів становив майже 24 години. Згідно з звітом розслідування, екіпаж, призначений на рейс SU-5143, прибув з Ташкента тим же літаком (рейс SU-175) о 18:18, прямуючи в пасажирському салоні як службові пасажири; офіційних даних про їх передрейсовий відпочинок у Ташкенті немає.
У зв'язку з тим, що мовний самописець виявився сильно пошкодженим, точно встановити, чи стан екіпажу став ще однією «особливою» умовою польоту, не вдалося.

## Цитати
…Але була одна катастрофа, що яскраво ілюструє, чим може обернутися втома екіпажу в найпростіших умовах.
Тоді тільки-но починалися польоти з нового аеропорту узбецького міста Карші, і екіпажі на виліт завозилися туди пасажирами з Ташкента, або з інших місць, не має значення. Важливо те, що, зазвичай було прийнято, новий аеропорт здавався, як завжди, під якусь дату, під фанфари і без елементарних зручностей, які добудовувалися потім роками.
Екіпажу, який прибув на виліт під ленінградський рейс, через ряд обставин довелося промикатися на ногах багато годин, кажуть, мало не добу.
<…>
Так і в Карші. Мовчки сіли, завантажили 164 пасажири та злетіли. Умови були звичайні для Середньої Азії: спека. У спеку літак дуже довго набирає висоту. Екіпаж, як припускають, увімкнув автопілот і заснув. Зморило. Літак сумлінно набирав висоту; автопілот витримував курс та тангаж. Швидкість з набором висоти все падала і падала (тангаж у процесі набору потрібно весь час зменшувати), але не було кому опустити ніс літака, щоб відновити швидкість. Спав екіпаж. Зрештою, літак втратив швидкість і впав. Спрацювала сигналізація, екіпаж прокинувся, але визначити, що сталося з машиною, спросоння в перші секунди не зміг, що ясно з записів внутрішньокабінних переговорів. Безладні дії призвели лише до плоского штопора, з якого вивести важкий лайнер неможливо.
Якби екіпаж не спав, а літак звалився на малій швидкості, то своєчасні та дуже прості дії дозволили б вивести машину зі звалювання практично безболісно, ну, із втратою тисячі метрів висоти. А так літак упав у штопор з висоти 11 600 метрів і, обертаючись, як кленове насіння, плашмя впав у пустелю.
Потрібно обов'язково поспати перед вильотом. Як хочете.

 - Василь Єршов. «Роздуми їздового пса».
Екіпаж набирав висоту на швидкостях значно менше за рекомендовані (за розшифровкою МСРП-64) і досяг ешелону 11 600 метрів на швидкості ~ 400 км/год, на межі спрацьовування АУАСП.
Бортінженер на ешелоні двічі прибирав режим на малий газ (який відновлював КВС), очевидно, прийнявши початок трясіння за помпаж. На свідчення АКАСП екіпаж не реагував (він був вимкнений) і замість віддачі штурвалу «від себе» для відходу з режиму трясіння продовжував витримувати висоту ешелону. В результаті літак втратив у горизонтальному польоті 110 км/год швидкості і на V пр =290 км/год впав у плоский штопор і розбився.
Мені довелося виконувати імітацію цієї катастрофи. Була досягнута інтенсивна тряска літака з початком розгойдування оборотів на бічних двигунах, мінімальна швидкість склала 320 км/год на лівому і 315 км/год на правому приладі. Після повної віддачі штурвала "від себе" літак вільно виходив з режиму (було виконано 2 польоти).
Зазначена імітація довела повну відповідність літака Ту-154Б характеристикам, отриманим на державних випробуваннях.

 — Володимир Мезох. «Особливості поведінки та пілотування магістральних пасажирських літаків на критичних режимах польоту».